# Banki
Banki es un pueblo y nagar Panchayat situado en el distrito de Barabanki en el estado de Uttar Pradesh (India). Su población es de 21317 habitantes (2011). 

## Demografía
Según el censo de 2001 la población de Banki era de 16997 habitantes, de los cuales el 57% eran hombres y el 43% eran mujeres. Banki tiene una tasa media de alfabetización del 58%, inferior a la media nacional del 59,5%: la alfabetización masculina es del 64%, y la alfabetización femenina del 36%.